# Канџи
Канџи (漢字 – kanji: „знаци из Хан Кине”) јесу кинески словни знаци у јапанском језику. Канџи је један од четири писма која се користе у савременом јапанском (остали су хирагана, катакана и ромаџи).

## Историја
Општеприхваћена претпоставка је да су будистички монаси донели кинеске текстове у Јапан у V веку и да су се они читали на кинеском језику. Временом, формирао се систем познат и као канбун (漢文 – kanbun); У основи се ту раdило о кинеском тексту са дијакритичким знацима које су јапанским читаоцима омогућавали да читају у складу са правилима јапанске граматике.
У то време јапански језик није имао свој писани облик. Временом се појавио систем манјогана, који је користио мањи број знакова из канџија само због њихове фонетске вредности, а не и семантичке. Манјогана у курзивном облику се развила у хирагану, писмо које су користиле жене којима није било дозвољено више образовање. Катакана је настала на сличан начин: ученици у манастирским школама су упрошћавали знаке из манјогане да би могли брже да пишу. Хирагана и катакана се заједно називају кана.
Како су писма сазревала и ширила се, канџи се почео користити само за писање одређених делова говора, као што су именице, придеви и глаголи, док су са канаом писани суфикси глагола, аутохтоне јапанске речи, као и речи из страних језика (мада се ово развило касније; на почетку, овакве речи су записиване са фонетским канџи-знацима).

## Врсте канџи знакова
Док неки канџи и кинески знаци ханзи исто значе, неки имају различито значење. Поред знакова који имају другачије значење у јапанском језику, као и знакова са истим значењем који се пишу друкчије, постоје знаци карактеристични за Јапан, који се зову кокуџи (国字 – kokuji, бук. „национални знаци”) или васеј канџи (和製漢字 – wasei kanji: „кинески карактери настали у Јапану”). Постоји стотине кокуџи знакова и премда се неки ретко користе, битан су део јапанског писма. Такви су:
- 峠 – тоге (tōge – „планински прелаз”)
- 榊 – сакаки (sakaki – „дрво сакаки, врста камелије”)
- 畑 – хатаке (hatake – „поље усева”)
- 辻 – цуџи (tsuji – „раскрсница, улица”)
- 働 – до; хатара (ку) (dō; hatara(ku) – „рад”)

Поред кокуџија, велик број знакова у канџију нема исто значење у јапанском и кинеском и називају се кокун (国訓 - kokkun), а не кокуџи. Примери:
- 沖 – оки (oki – „приобаље”)
  - 沖 се у кинеском чита чунг (chòng) и значи „испрати”
- 森 – мори (mori – „шума”)
  - 森 се у кинеском чита сен (sēn) и значи „таман”, али и „шума” у одговарајућем контексту
- 棚 - тана (tana – „полица”)
  - 棚 се у кинеском чита пенг (péng) и значи „шупа”
- 椿 – цубаки (tsubaki – Camellia japonicus)

Одређен број канџи-знака се некада пише на два различита начина, кју-џитај (旧字体 – kyū-jitai; „стари знаци”) и шин-џитај (新字体 - shin-jitai; „нови знаци). Примери (лево су кју-џитај, а десно шин-џитај):
- 國 → 国 – куни (kuni – „земља, држава”)
- 號 → 号 – го (gō – „број”)
- 變 → 変 – хен; ка (вару) (hen; ka(waru) – „промена”)

Кју-џитај знаци су се користили до краја Другог светског рата, али су након тога уведени једноставнији шин-џитај знаци. Неки од нових знакова су слични поједностављеним (упрошћеним) карактерима који се користе у Кини, али се од њих ипак разликују.
Постоје и кинески карактери који се користе као фонетски у јапанском (当て字 – атеџи [ateji])-писму, мада се велики број кинеских знакова уопште не користи у јапанском.

## Читање
Канџи-знак може имати неколико (у ретким случајевима 10 или више) могућих изговора, зависно од контекста, намереног значења, употреби у сложеницама или месту у реченици. Ови изговори или читања се деле у две групе: онјоми (on'yomi) и кунјоми (kun'yomi).

### Он'јоми
Он'јоми (音読み) су знаци чији је изговор заснован на јапанској апроксимацији кинеског изговора знака у време када је ушао у употребу. Неки канџи-знаци су дошли у јапански из различитих делова Кине у различито време, тако да имају вишеструке онјоми (као и вишеструка значења). Насупрот овоме, васеј канџи уопште немају онјоми.
На пример, канџи знак за „светлост” или „следеће” (明) се може изговорити или као мјо (myō) од ране (V-VI век) позајмљенице из југоисточне Кине, или као меј (mei) од касније (VII-IX век) позајмљенице из северне Кине. Али, канџи 込 није изведен из кинеског карактера и самим тиме нема онјоми.
Онјоми су фонолошки карактеристични по томе што теже ка једнослоговном изговору, јер сваки знак представља један кинески слог. Ипак, ако занемаримо акцентуацију, већина кинеских слогова (посебно из средњокинеског, код којег су завршни плозивни сугласници били чешћи некада него данас) није се уклапала у најчешћи систем слогова сугласник-самогласник у класичном јапанском. Тако је већина онјоми сачињена од два слога, од којих је други најчешће продужени самогласник из првог (односно и ако је у првом е и у ако је у првом о, због фонолошких промена током векова) или је један од слогова ку, ки, цу, чи или слоговно н, јер подсећају на завршне сугласнике у средњокинеском.
Онјоми се примарно јављају у сложеницама од више канџи-знакова (нпр. 熟語 – џукуго, jukugo) које су позајмљенице (заједно са писањем) из кинеског, речи чији концепти или нису постојали у јапанском или се нису довољно елегантно могле изразити јапанским речима. Ово се може поредити са позајмљеницама из латинског или грчког (нпр. елегантнији је израз демократија од израза владавина народа истог значења).

### Кунјоми
Кунјоми (訓読み) је читање канџи-знакова засновано на изговору изворне јапанске речи или јаматокотоба (yamatokotoba), изговора који апроксимира значење кинеског знака када је уведен. Као и код онјомија и код кунјомија може постојати више различитих читања канџи-знакова, док други канџи-знаци немају кунјоми изговор.
На пример, канџи за исток (東), има онјоми изговор то (tō). Али, Јапанци су већ имали реч за „исток”, која се изговарала хигаши (higashi) и некада азума (azuma). Тако се канџи 東 чита кунјоми изговором. Ипак, канџи 寸, која означава кинеску меру дужине (нешто дужу од једног инча), није имала одговарајући еквивалент у јапанском, те тако има само онјоми изговор сун (sun).
Кунјоми карактерише строга структура сугласник-самогласник (некада слог почиње самогласником), сличну суседним полинежанским језицима. Већина именица или придева кунјоми су два или три слога дуги, док је кунјоми глагол најчешће слог или два дуг (не рачунајући хирагана суфиксе зване окуригана иако се они сматрају делом читања).

### Друга читања
Неке канџи имају и мање позната читања звана нанори (nanori), која се најчешће користе за имена особа и најсличнија су кунјоми изговору. Називи места такође некада користе нанори (или, понекад, јединствена читања која се другде не могу срести).
Гикун (義訓 – Gikun) је читање канџи-комбинација када немају директне везе са посебним онјоми или кунјоми знаковима, већ су повезане са значењем говорних или писаних фраза. На пример, сложеница 一寸се може прочитати као исун (issun) са значењем „један сун”, али се најчешће чита као једна реч чото (chotto) – мало (нечега). Овај начин читања се јавља и у неким јапанским презименима.
Многи атеџи (канџи који се користе као фонетски знакови) имају значења изведена из њихове употребе: на пример, данас архаично 亜細亜 – аџија (ajia) се користило да се напише Азија канџијем; симбол 亜 данас значи Азија у сложеницама као 東亜 – тоа (tōa), „Источна Азија”. Из сложенице 亜米利加 – Америка (amerika) је узет други знак, додат му је знак за земљу или државу, дајући тако полузваничну кованицу 米国 – беикоку (beikoku), „земља пиринча“ са значењем Сједињене Америчке Државе.

### Када користити које читање
Подела на онјоми и кунјоми се може чинити арбитрарном и непотребно тешком за некога ко учи јапански. Речи сличних концепата, као што су „исток” (東), „север” (北) и „североисток” (東北) могу имати потпуно различите изговоре: кунјоми за прва два су хигаши (higashi) и кита (kita), док је онјоми за трећи тохоку (tōhoku). Ипак, ситуација није ништа више компликована него што су је то случај са изговором слова и речи у енглеском језику.
Ситуацију донекле компликује то што постоје два правила за одређивање изговора одређене канџи у датом контексту. Прво, и најлакше, важи за канџи који се јављају у сложеницама и скоро увек се читају са онјоми. Ова врста речи се некада назива џукуго (熟語 – jukugo). На пример, 情報 – џохо (jōhō) „информација”; 半月 хангецу (hangetsu) „полумесец”; 革命家 какумеика (kakumeika) „револуционар”.
Друго, канџи који стоји сам и односно, написан само уз кана, не уз други канџи – се чита према кунјоми. Заједно са својим окуригана, ако постоји, њихова основна функција је или именица или деклинован придев или глагол: на пример, 月 цуки (tsuki) „месец”; 情け насаке (nasake) „симпатија”; 赤い акај (akai) „црвено”; 建てる татеру (tateru) „изградити”. Ретке канџи сложенице имају окуригана, као што су 空揚げ караге (karaage) „пржено” и 名無し нанаши (nanashi) „безимени”.
Постоје бројни изузеци од оба правила. 赤金 акакане (akakane) „бакар”; 日傘 хигаса (higasa) „сунцобран” као и познато 神風 камиказе (kamikaze) „божански ветар” користе кунјоми иако су просте канџи сложенице. На срећу, већина изузетака другом правилу су просте именице: 愛 ај (ai) „љубав”; 禅 зен (Zen); 点 тен (ten) „ознака, тачка“.
Још компликација уноси чињеница да много канџи може имати више од једног онјоми: 説明 сецумеј (setsumei) „објашњење” према 灯明 томјо (tōmyō) „светло као понуда богу”.
Постоје и канџи сложенице које користе комбинацију онјоми и кунјоми, познату као џубако (重箱 - jūbako). Сама та реч је изузетак: први се знак чита са онјоми, а други са кунјоми. Други примери су 金色 киниро (kin'iro) „златан” (читање он-кун) и 影法師 кагебоши (kagebōshi) „силуета” (читање кун-он-он).
Нека од познатих места, укључујући и Токио (東京 – Tōkyō) и сâм Јапан (日本 – Нихон [Nihon] или ређе Нипон [Nippon]) се читају са онјоми; али, називи велике већине јапанских места се читају са кунјоми (大阪 – Осака [Ōsaka]; 青森 – Аомори [Aomori]; 箱根 – Хаконе [Hakone]). Презимена се такође читају са кунјоми (山田 – Јамада [Yamada]; 田中 – Танака [Tanaka]; 鈴木 – Сузуки [Suzuki]). Лична имена, иако се не сматрају џубако, често се читају комбинацијом кункоми и онјоми као и нанори и могу се читати само уз искуство (нпр. 大助 – Даисуке [Daisuke] читање са он-кун; 夏美 Нацуми [Natsumi] читање кун-он).

### Помоћ при изговору
Због могућности грешке, изговор канџи се често може наћи записан малим знацима помоћу фуригана (изнад канџи знака) или кумимоџи (са стране знака). Ово се често среће у текстовима намењеним деци, у манга стриповима и уџбеницима и другим књигама за странце. Такође, могу се срести и у новинама код ретких или мање познатих изговора, као и код знакова који нису у званично признатом сету основних канџи (види доле).
На слици десно је дат пример примењених фуригана на тексту јапанске химне. Сви канџи знакови изнад себе имају изговор написан хирагана писмом. Видети чланак о химни за изговор и превод.

## Правописна реформа
Након Другог светског рата, 1946. године, јапанска влада је донела више закона о ортографским реформама писма.
Неки знаци су упрошћени и они се називају шинџитај (新字体 - shinjitai). Број знакова у општој употреби је смањен и донета је званична листа знакова које треба научити током одређених разреда образовања. Многи облици истих знакова као и необичне алтернативе свакодневних су избачене из употребе. Све ово је учињено са намером да се олакша описмењавање деце као и да се поједноставе канџи који се користе у књижевности. Ово су, наравно, само препоруке, тако да се и шири дијапазон знакова осим ових и данас користи.
Године 1946. јапанска влада је саставила листу од 1850 канџија опште употребе (当用漢字 - tōyō kanji). Она је проширена на 1945 1981. године и назива се џојо канџи (常用漢字 – jōyō kanji).
Званичне листе канџи су:
- Основни канџи – 881 знак које треба научити до 6. разреда.
- Канџи опште употребе (当用漢字 - tōyō kanji) – 1850 знакова које треба научити до краја средње школе. У оквиру ових се налазе и основни канџи. Године 1981. ова листа је замењена са листом канџи за свакодневну употребу.
- Канџи за свакодневну употребу – 1945 знакова које треба научити током основне и средње школе. У свакодневној употреби, код знакова ван ове листе се користе мали знакови за изговор.
- Канџи за имена (џинмеијо канџи, 人名用漢字 - jinmeiyō kanji) – од 2004. садржи 2232 знака. Временом, Министарство правде повећавало је број знакова, а и даље ће додавати нове знакове на захтев родитеља као и још неколико у ређој употреби.

## Остало
Идеограм за понављање (々) се користи за множину; изговара се као да је претходин канџи написан двапут заредом..
Јапанска влада прописује тест познат и као Тест способности у јапанском канџију (日本漢字能力検定試験 - Nihon kanji nōryoku kentei shiken) који тестира читање и писање канџија. Највиши ниво обухвата око 6000 знакова.

## Гаиџи
Гаиџи (外字 – Gaiji), познат још као и додатни знаци, је сет ређих канџија који се не могу наћи у важећем јапанском систему. То су варијантни облици свакодневних канџи као и не-канџи симболи.